# Iuiuniscus iuiuensis
Iuiuniscus iuiuensis — вид мокриць, з роду Iuiuniscus родини Styloniscidae.
2015 року в Бразилії відкрили нового представника мокриць, котрий віднесли до нової підродини, роду та виду. Ця сліпа непігментована мокриця, виявлена в печері, створює «будиночки» з мулу. Печера, де був виявлений новий вид, має один вхід у нижній частині, що затоплюється, під час сезону дощів.
Даний вид мокриць сягає 9,2 мм в довжину, в збудованих сферичних укриттях Iuiuniscus здійснює линьку.
Вид знайдений у одній з 9-ти печер в штаті Баїя, муніципалітет Іуїу.